# Nejstarší člověk
Za nejstaršího člověka světa je považován takový člověk, jehož ověřená délka života přesahuje délku života všech ostatních žijících lidí na světě. Vzhledem k tomu, že i nejdéle žijící člověk nakonec zemře, titul nejdéle žijícího postupně přechází na později narozené osoby, které ovšem mohou mít aktuální délku života někdy i výrazně kratší než předchozí rekordman. Nejstarším člověkem bývá obvykle žena.
Extrémy lidské dlouhověkosti jsou často ovlivněny marnivostí, lží či přímo úmyslnými podvody. Existují tak stovky tvrzení o lidech žijících přes 120 let. Toto je časté zejména ve vzdálených a málo rozvinutých oblastech, často mezi negramotnými. Jediným důkazem věku bývá pak jejich vlastní tvrzení či tvrzení členů rodiny. Tato tvrzení o dlouhověkosti přináší osobě mediální pozornost a často i finanční přínos.
Výše uvedená tvrzení obvykle selhávají při moderním odpovědném vědeckém ověřování takových tvrzení, které vyžaduje zkoumání písemných záznamů, které sledují jednotlivce od narození až do současnosti nebo jeho smrti. Takovým zkoumáním (tzv. validací) se zabývá několik organizací, mj. Gerontological Research Group, International Database on Longevity nebo Guinnessovy světové rekordy. Ani takováto validace nemusí být dostatečně vědecky věrohodná, když výsledky validace bývají obvykle publikovány v knihách bez formálního recenzního řízení.
Od úmrtí 116leté Brazilky Inah Canabarro Lucasové v dubnu 2025 je nejstarším žijícím člověkem na světě Angličanka Ethel Caterhamová, která se narodila 21. srpna 1909.
Od úmrtí 112letého Brita Johna Tinniswooda v listopadu 2024 je nejstarším žijícím mužem Brazilec João Marinho Neto, který se narodil 5. října 1912.

## Nejdéle žijící lidé
Nejdéle žijící ženou byla Francouzka Jeanne Louise Calmentová, která žila 122 let a 164 dní. Narodila se v Arles v jižní Francii 21. února 1875 a zemřela tamtéž 4. srpna 1997. Délka a průběh jejího života byly validovány, i tak existují pochybnosti o datu jejího narození.
Prokazatelně nejdéle žijícím mužem byl Japonec Džiróemon Kimura, který se narodil v roce 1897 a zemřel v roce 2013, žil 116 let a 54 dní.

### Nejdéle žijící ženy
| Pořadí | Jméno                    | Datum narození     | Datum úmrtí       | Věk              | Země      |
| ------ | ------------------------ | ------------------ | ----------------- | ---------------- | --------- |
| 1      | Jeanne Calmentová        | 21. února 1875     | 4. srpna 1997     | 122 let, 164 dní | Francie   |
| 2      | Kane Tanakaová           | 2. ledna 1903      | 19. dubna 2022    | 119 let, 107 dní | Japonsko  |
| 3      | Sarah Knaussová          | 24. září 1880      | 30. prosince 1999 | 119 let, 97 dní  | USA       |
| 4      | Lucile Randonová         | 11. února 1904     | 17. ledna 2023    | 118 let, 340 dní | Francie   |
| 5      | Nabi Tadžimová           | 4. srpna 1900      | 21. dubna 2018    | 117 let, 260 dní | Japonsko  |
| 6      | Marie-Louise Meilleurová | 29. srpna 1880     | 16. dubna 1998    | 117 let, 230 dní | Kanada    |
| 7      | Violet Brownová          | 10. března 1900    | 15. září 2017     | 117 let, 189 dní | Jamajka   |
| 8      | Maria Branyasová         | 4. března 1907     | 19. srpna 2024    | 117 let, 168 dní | Španělsko |
| 9      | Emma Moranová            | 29. listopadu 1899 | 15. dubna 2017    | 117 let, 137 dní | Itálie    |
| 10     | Čijo Mijaková            | 2. května 1901     | 22. července 2018 | 117 let, 81 dní  | Japonsko  |

### Nejdéle žijící muži
| Pořadí | Jméno                     | Datum narození    | Datum úmrtí        | Věk              | Země                   |
| ------ | ------------------------- | ----------------- | ------------------ | ---------------- | ---------------------- |
| 1      | Džiróemon Kimura          | 19. dubna 1897    | 12. června 2013    | 116 let, 54 dní  | Japonsko               |
| 2      | Christian Mortensen       | 16. srpna 1882    | 25. dubna 1998     | 115 let, 252 dní | USA                    |
| 3      | Emiliano Mercado del Toro | 21. srpna 1891    | 24. ledna 2007     | 115 let, 156 dní | Portoriko              |
| 4      | Juan Vicente Pérez        | 27. května 1909   | 2. dubna 2024      | 114 let, 311 dní | Venezuela              |
| 5      | Horacio Celi Mendoza      | 3. ledna 1897     | 25. září 2011      | 114 let, 265 dní | Peru                   |
| 6      | Walter Breuning           | 21. září 1896     | 14. dubna 2011     | 114 let, 205 dní | USA                    |
| 7      | Jukiči Čugandži           | 23. března 1889   | 28. září 2003      | 114 let, 189 dní | Japonsko               |
| 8      | Tomás Pinales Figuereo    | 31. března 1906   | 24. září 2020      | 114 let, 177 dní | Dominikánská republika |
| 9      | Joan Riudavets Moll       | 15. prosince 1889 | 5. března 2004     | 114 let, 81 dní  | Španělsko              |
| 10     | Fred Harold Hale          | 1. prosince 1890  | 19. listopadu 2004 | 113 let, 354 dní | USA                    |

## Poslední lidé podle generace

### Ztracená generace
Do této sociální generace patřili lidé, kteří se narodili v letech 1883 až 1900.
- Poslední žijící ženou ztracené generace byla Japonka Nabi Tadžimová (1900–2018).
- Posledním žijícím mužem ztracené generace byl Japonec Džiróemon Kimura (1897–2013).